# جورج كوسغريف
جورج كوسغريف (بالإنجليزية: George Cosgrave)‏ هو قاضي ومحامي أمريكي، ولد في 20 فبراير 1870، وتوفي في 4 أغسطس 1945.